# Beskydská oblast tmavé oblohy

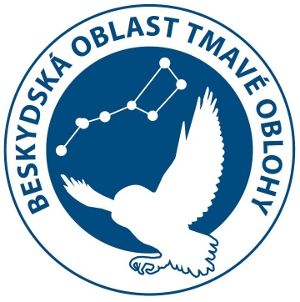
Logo Beskydské oblasti tmavé oblohy (česká varianta)

Beskydská oblast tmavé oblohy (zkráceně BOTO, slovensky Beskydská oblasť tmavej oblohy, anglicky Beskydy Dark-Sky park) je druhý mezinárodní park tmavé oblohy na světě. Nachází se v Moravskoslezských Beskydech se středem u obce Staré Hamry. Přibližně dvě třetiny oblasti leží na českém území a třetina na slovenském. Park slouží především k informování široké veřejnosti o problematice světelného znečištění, a také k ochraně přírody a životního prostředí.

## Založení parku
Vytvoření oblasti tmavé oblohy v Beskydech bylo iniciováno projektem Výzkum a popularizace světelného znečištění realizovaného mladými lidmi v programu Think Big. Samotná oblast byla vyhlášena následujícími zakládajícími institucemi – za českou stranu Česká astronomická společnost, Agentura ochrany přírody a krajiny ČR – Správa CHKO Beskydy, Lesy ČR, lesní správa Ostravice a za slovenskou stranu Slovenská astronomická spoločnosť pri SAV a Štátna ochrana prírody SR - Správa CHKO Kysuce. Tyto instituce 4. března 2013 společně vyhlásily Beskydskou oblast tmavé oblohy podepsáním memoranda.
V logu oblasti je zobrazena silueta v ČR kriticky ohroženého puštíka bělavého (Strix uralensis), který se v Beskydech vzácně vyskytuje, a Velký vůz jako známý asterismus.

## Umístění a účel parku
Beskydská oblast tmavé oblohy zaujímá rozlohu 308 km2 a to na území obcí Staré Hamry, Bílá, Čeladná, Morávka, Krásná, Horní Bečva a Ostravice na české straně, dále Makov, Korňa, Turzovka, Vysoká nad Kysucou a Klokočov na slovenské straně.
Oblast má několik funkcí. Především informuje širokou veřejnost o problematice světelného znečištění. Zde je noční obloha daleko tmavší, než obloha ve městech a jejich okolí. Další důležitou funkcí je ochrana přírody a životního prostředí.

## Tmavost noční oblohy
Ačkoli je noční obloha v Beskydské oblasti tmavé oblohy výrazně tmavší, než ve městech, ani zde není přírodně tmavá. Vliv světelného znečištění z měst se táhne na desítky kilometrů daleko. Průměrný jas oblohy v centru oblasti na Gruni je přibližně 21,25 MSA (ten je závislý na roční době a aktuálních meteorologických podmínkách). Kvalita oblohy vyjádřená Bortleovou stupnicí je zde na úrovni 4.

## Parky tmavé oblohy ve světě
Na světě existuje několik desítek parků a rezervací s cílem informovat veřejnost o problematice světelného znečištění a chránit životní prostředí. Na Slovensku se nachází Park tmavej oblohy Poloniny, v Polsku Park ciemnego nieba Bieszczady, v Maďarsku Zselic a Hortobágy. Většina parků tmavé oblohy se nachází v USA a Kanadě. Beskydská oblast tmavé oblohy je po Jizerské oblasti tmavé oblohy druhým parkem v ČR i na světě, který leží na území dvou států. Později, v roce 2014 vznikla na Manětínsku třetí oblast tmavé oblohy v České republice.